# Ла-Амполья
Ла-Амполья (исп. La Ampolla, баск. L'Ampolla, кат. L'Ampolla)  —  муниципалитет в Испании, входит в провинцию Таррагона в составе автономного сообщества Каталония. Муниципалитет находится в составе района (комарки) Баш-Эбре. Занимает площадь 35,7 км². Население 3 540 человек (на 2010 год).
Ла-Амполья – древний портовый городок, расположенный на берегу Балеарского моря, в дельте реки Эбро. Он уютно разместился в бухте Спокойствия, и благодаря очертаниям залива Св. Георгия, частью которого она является, получил свое название, в переводе с каталонского означающее «бутылка или ампула».
Исторические истоки поселения восходят к временам иберийских племен. Старинное происхождение Л’Ампольи подтвердили найденные при раскопках на ее территории амфоры и монеты Римской империи. Древние документы свидетельствуют, что в XVI веке местечко посещал папа Адриан VI.
На протяжении долгого времени селение находилось в сфере влияния крупных городов Каталонии и вело продолжительную судебную борьбу за независимость. Право на самоуправление и статус муниципалитета Л’Амполья получила в 1990 году.
Морская торговля и рыболовство во все века были определяющими факторами местной жизни. Эти характерные черты присущи городку и сегодня. Л’Амполья считается раем для любителей блюд из рыбы, креветок, мидий, крабов. Она располагает целым рядом славящихся на всю Каталонию ресторанов, меню которых изобилует кулинарными шедеврами из морепродуктов, приготовленных по особенным рецептам.
Городок неизменно привлекает туристов не только кухней. Л’Амполье повезло: все восемь ее пляжей являются частью Коста–Дорады, или Золотого Побережья, которое на всем протяжении отличается чистейшим песком и пологим входом в воду. Местечко окаймлено горной грядой, что способствует формированию оптимального для пляжного отдыха микроклимата.
Недалеко от Л’Ампольи находится природный парк Дельта дель Эбро, где обитает множество видов животных и огромное количество птиц (в том числе фламинго). Заповедник является зоной охраны ЮНЕСКО и предметом гордости всей Испании.
В Дельте реки Эбро выращивают много сортов риса, на солончаках Тринитата добывают морскую соль.Кроме обычной соли в солончаках Эбро добывается так называемый «соляной цветок» (flor de sal) – деликатесный продукт, который собирается вручную рано утром и который отличается низким уровнем содержания хлорида натрия и высоким уровнем содержания хлорида магния. Рядом можно посетить пещеры Бенифалета, замок Тамплиеров, гору Каро пик (1440 метров над уровнем моря), сад с тысячелетними оливами.

## Население
| Год  | Численность | Численность   |
| ---- | ----------- | ------------- |
| 1991 | 1583        | [ 3 ]         |
| 2001 | 1893        | [ 4 ]         |
| 2002 | 1988        | [ 5 ]         |
| 2004 | 2294        | [ 6 ]         |
| 2005 | 2518        | [ 7 ]         |
| 2006 | 2613        | [ 8 ]         |
| 2007 | 2662        | [ 9 ]         |
| 2008 | 2947        | [ 10 ]        |
| 2009 | 3118        | [ 11 ]        |
| 2010 | 3540        | [ 12 ]        |
| 2011 | 3529        | [ 13 ]        |
| 2012 | 3606        | [ 14 ]        |
| 2013 | 3636        | [ 15 ]        |
| 2014 | 3479        | [ 16 ]        |
| 2015 | 3473        | [ 17 ]        |
| 2016 | 3322        | [ 18 ]        |
| 2017 | 3334        | [ 19 ]        |
| 2018 | 3280        | [ 20 ] [ 21 ] |
| 2019 | 3205        | [ 22 ]        |
| 2020 | 3277        | [ 23 ]        |
| 2021 | 3444        | [ 24 ]        |
| 2022 | 3563        | [ 25 ]        |
| 2023 | 3603        | [ 26 ]        |
| 2024 | 3681        | [ 2 ]         |